# 5月6日
5月6日（ごがつむいか）は、グレゴリオ暦で年始から126日目（閏年では127日目）にあたり、年末まではあと239日ある。

## できごと

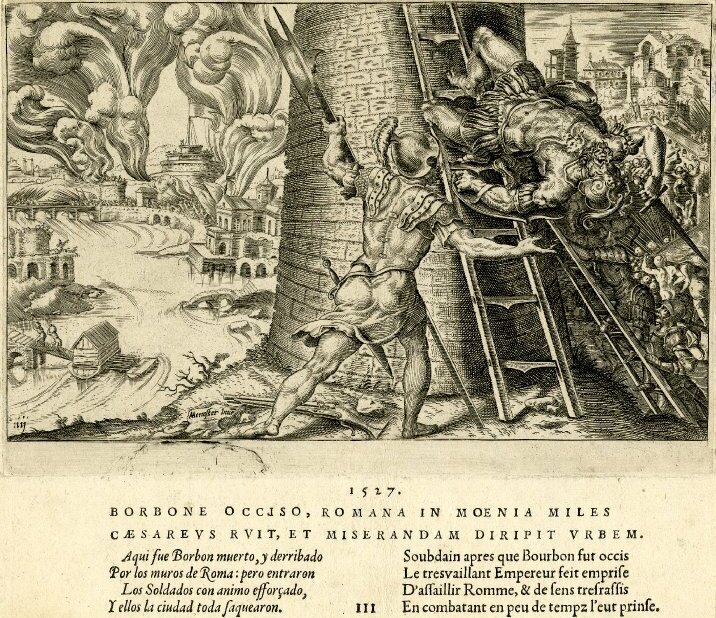
カール5世の軍勢によるローマ略奪(1527)。盛期ルネサンスに終止符。

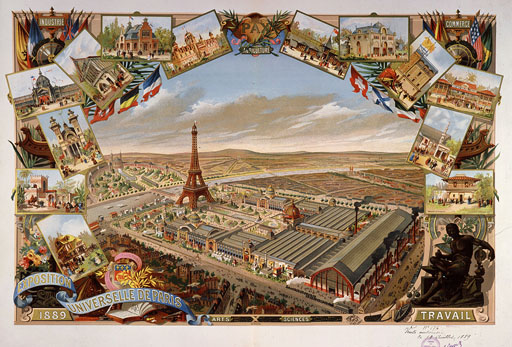
パリ万国博覧会(1889)開幕。

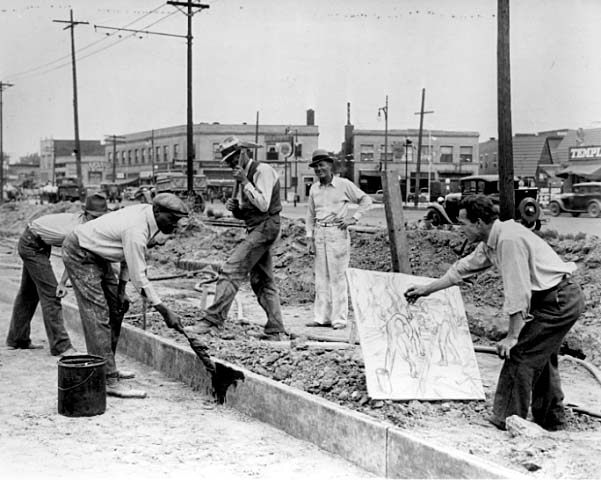
ニューディール政策の柱、公共事業促進局発足(1935)。労務者のみならず芸術家も雇用した。

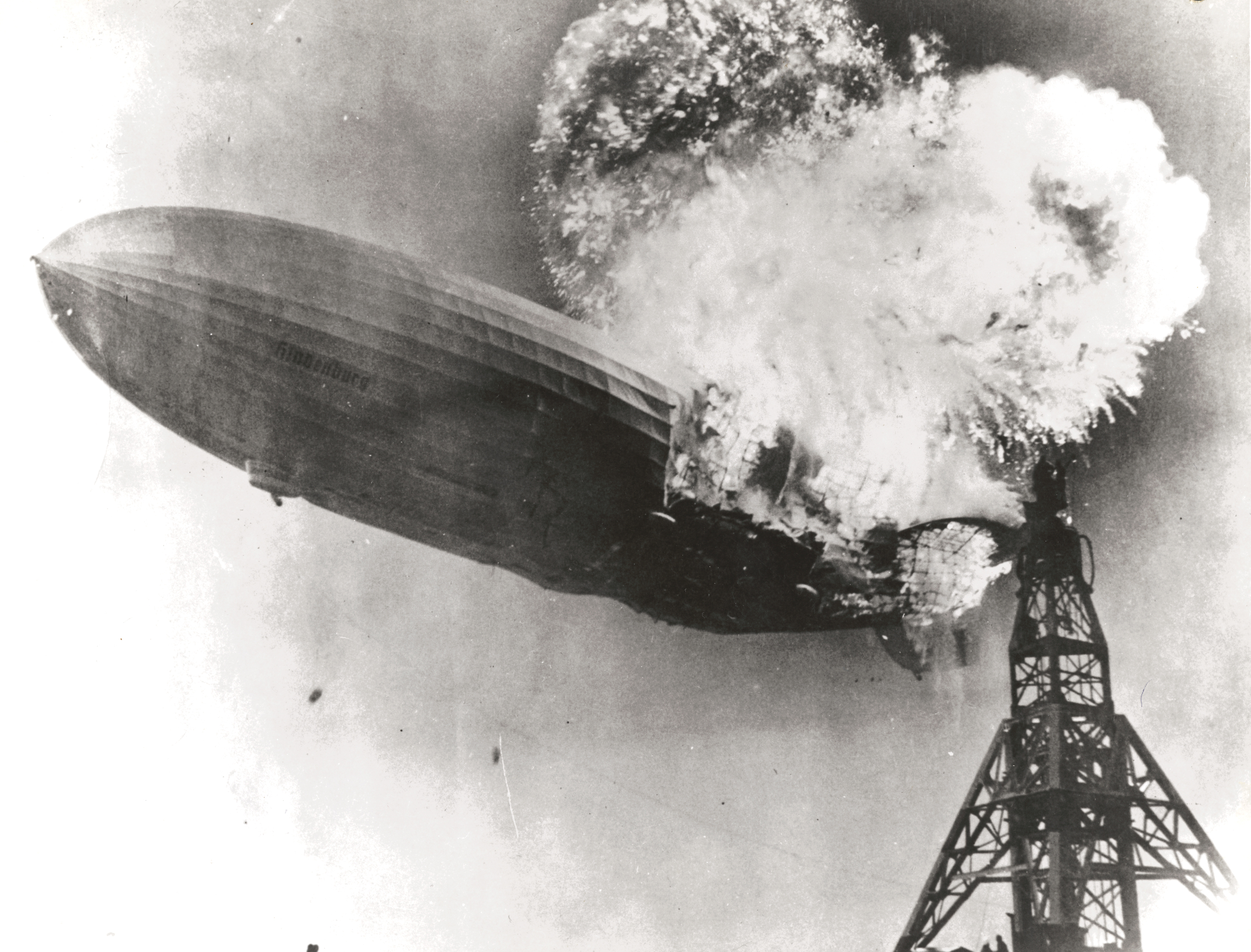
ドイツの大型飛行船、ヒンデンブルク号爆発事故(1937)

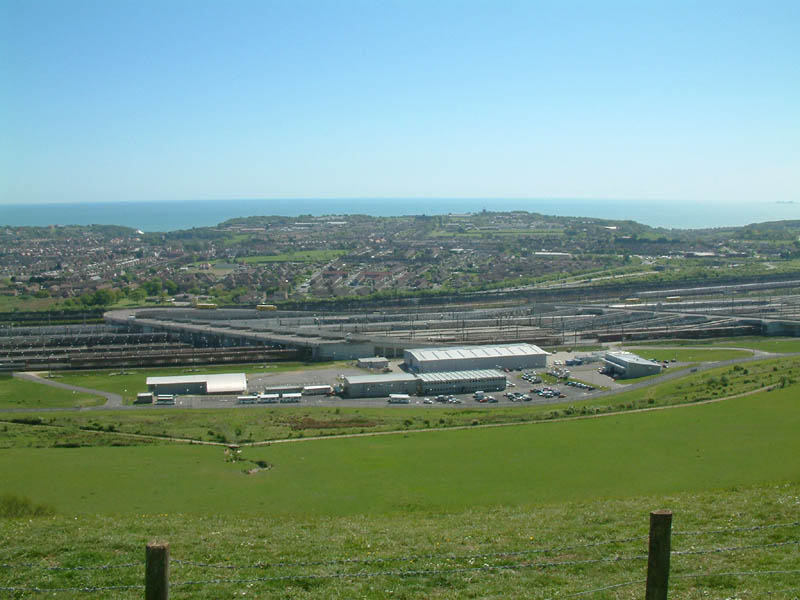
英仏海峡トンネル開通(1994)。画像はイギリス側のターミナル。

- 604年（推古天皇12年4月3日） - 聖徳太子が十七条憲法を制定。
- 1527年 - ローマ略奪。
- 1542年 - フランシスコ・ザビエルがポルトガル領インドの首府ゴアに到達。
- 1626年 - オランダ西インド会社がマンハッタン島を買収しニューアムステルダムと命名。現在のニューヨーク。
- 1671年（寛文11年3月27日） - 大老酒井忠清邸での審問において、仙台藩奉行原田宗輔が伊達宗重を斬殺。これに端を発し、原田宗輔、柴田朝意、蜂屋可広が死亡する伊達騒動が起こる。
- 1682年 - ルイ14世がヴェルサイユ宮殿に移り住む。
- 1757年 - 七年戦争: プラハの戦い。
- 1833年 - カール・フリードリヒ・ガウスとヴィルヘルム・ヴェーバーがゲッティンゲンに電信機を設置。
- 1861年 - 南北戦争: アーカンソー州がアメリカ合衆国を脱退。
- 1887年 - 東京綿商社（後のカネボウ）設立。
- 1889年 - パリ万国博覧会が開幕。321mのエッフェル塔が公開される。
- 1891年 - 日本で松方正義が第4代内閣総理大臣に就任し、第1次松方内閣が発足。
- 1909年 - 新聞紙法公布。
- 1909年 - 長岡半太郎が長岡係数を提唱。
- 1910年 - イギリス国王エドワード7世が死去。ジョージ5世が即位。
- 1935年 - ニューディール政策: アメリカ合衆国で公共事業促進局が発足。
- 1935年 - 北海道赤平市の茂尻炭鉱でガス爆発事故。死者・行方不明者94人[1]。
- 1937年 - ドイツの飛行船ヒンデンブルク号爆発事故。
- 1941年 - ヨシフ・スターリンがソ連の第4代人民委員会議議長（首相）に就任。
- 1945年 - 第二次世界大戦: ナチス・ドイツで連合国向けプロパガンダ放送をしていた枢軸サリーことミルドレッド・エリザベス・シスクが最後の放送を行う。
- 1945年 - 第二次世界大戦: 独ソ戦最後の戦いであるプラハの戦いが始まる。
- 1949年 - 世界初の実用的なプログラム内蔵方式のコンピュータEDSACが初稼動。
- 1951年 - 1947年から中止されていたラジオ体操の放送が再開。現行のラジオ体操第一に改訂される
- 1954年 - ロジャー・バニスターが史上初めて1マイル競走で4分を切る。（1マイル4分（英語版））
- 1962年 - テレビ番組『てなもんや三度笠』放送開始。
- 1970年 - 日本で改正著作権法公布。著作権保護が死後50年までに。
- 1976年 - 都営地下鉄6号線（現在の三田線)が全線開通。なお、目黒 - 三田間は当時計画外だった。
- 1976年 - イタリアでフリウリ地震が発生。死者多数。
- 1976年 - 歌手の克美しげるが愛人を殺害する事件が発生。
- 1994年 - 英仏海峡トンネルが開通。
- 2001年 - シリアを訪問中のローマ教皇ヨハネ・パウロ2世が歴代教皇で初めてモスクに入る。
- 2002年 - ジャン＝ピエール・ラファランがフランス首相に就任。
- 2002年 - オランダの政治家ピム・フォルタインが暗殺される。
- 2004年 - 上海総領事館員自殺事件。
- 2005年 - 日本のプロ野球で初のセ・パ交流戦が開幕。
- 2012年 - 茨城県と栃木県を中心にこの日午後、天候が大荒れとなり、茨城県つくば市では突風や竜巻により住宅約140戸が全壊または半壊し、地元の男子中学生が死亡するなどの被害を受ける[2]（つくば竜巻）。
- 2012年 - 2012年フランス大統領選挙の決選投票が行われ、フランソワ・オランドがニコラ・サルコジを下し当選[3]。
- 2018年 - 日本大学アメリカンフットボール部反則タックル事件が起こる。
- 2023年 - チャールズ3世とカミラの戴冠式がウェストミンスター寺院にて催行された[4]。
- 2024年 - WBAスーパー・WBC・IBF・WBO世界スーパーバンタム級四団体統一王者の井上尚弥がルイス・ネリに6回でTKO勝利し、世界スーパーバンタム級四団体王座の防衛と、日本人ボクサーとしては史上初のWBCダイヤモンド王座の獲得に成功（井上尚弥 対 ルイス・ネリ戦）。

## 誕生日

### 人物
| 革命政府とは、自由による専制に対する独裁政治である。――国民公会での演説(1794) |

| 私以前の詩人や哲学者たちは既に無意識を発見していた。私が発見したのは、無意識を研究し得る科学的な方法である。――70歳の誕生日に際し |

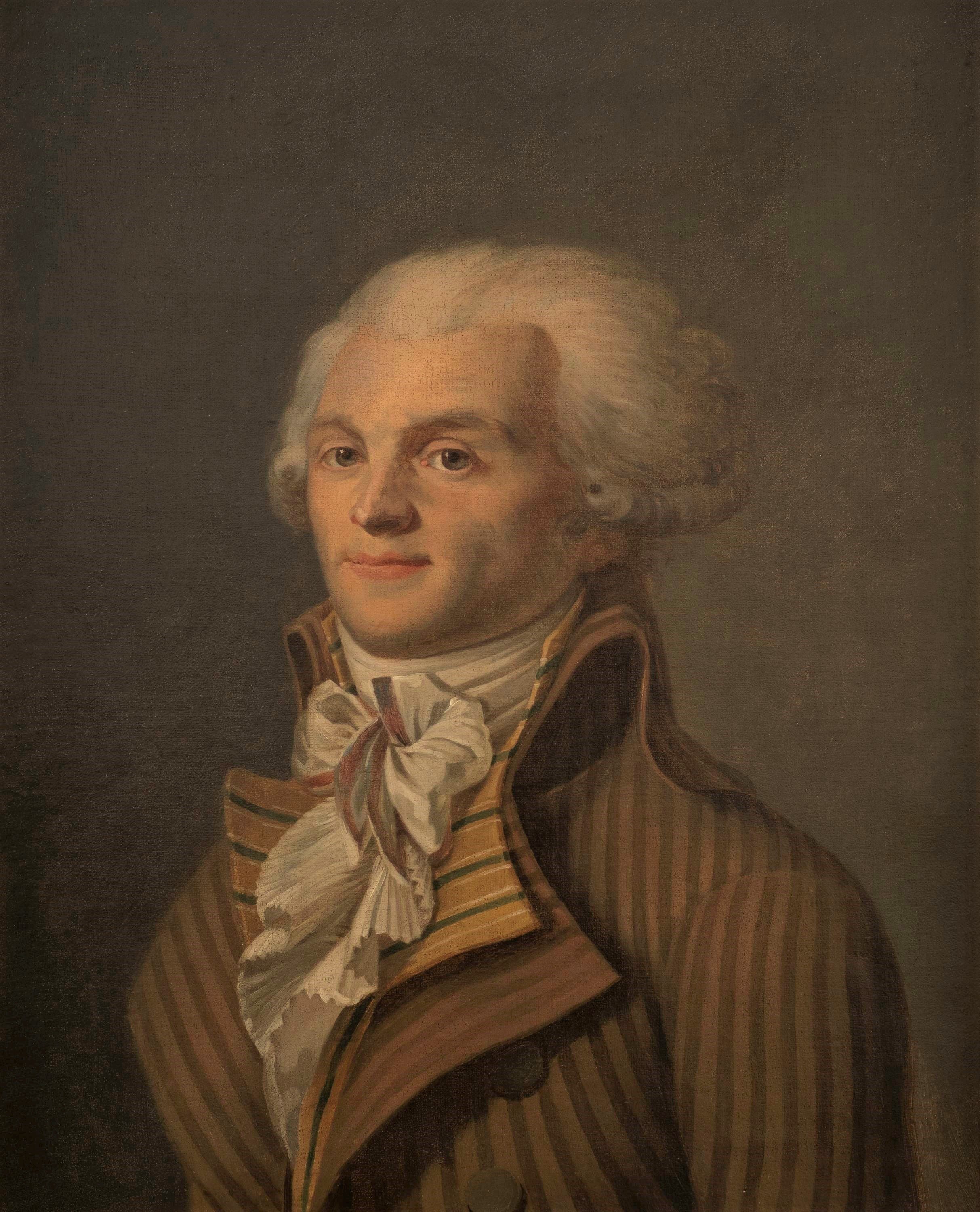
ジャコバン派の指導者、マクシミリアン・ロベスピエール(1758-1794)誕生。

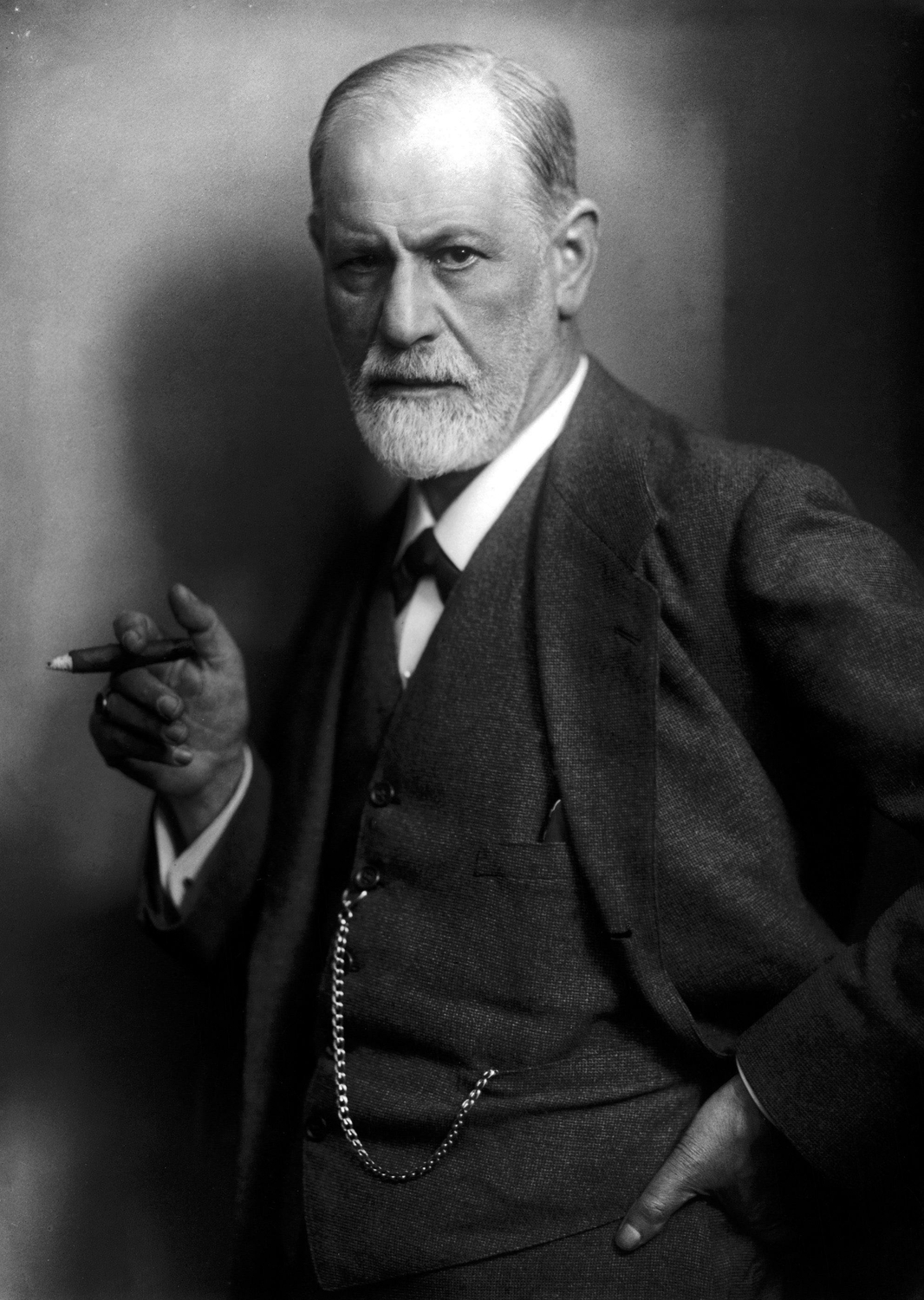
精神分析学者、ジークムント・フロイト(1856-1939)誕生。

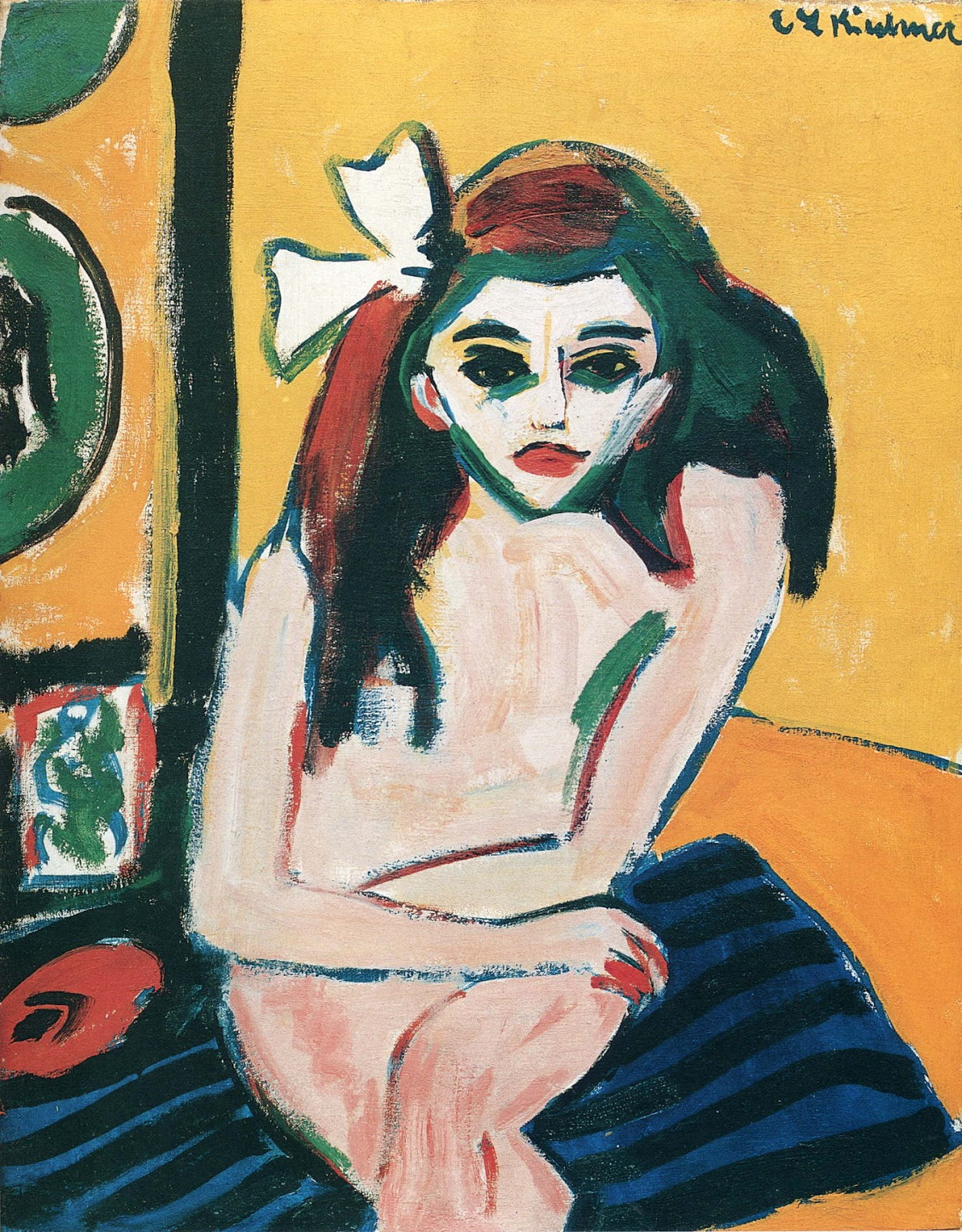
ドイツ表現派の画家、エルンスト・ルートヴィヒ・キルヒナー(1880-1938)誕生。画像は『Marzella』(1909-10)

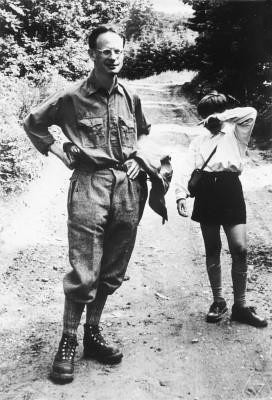
ブルバキの中心人物、数学者アンドレ・ヴェイユ(1906-1998)誕生。

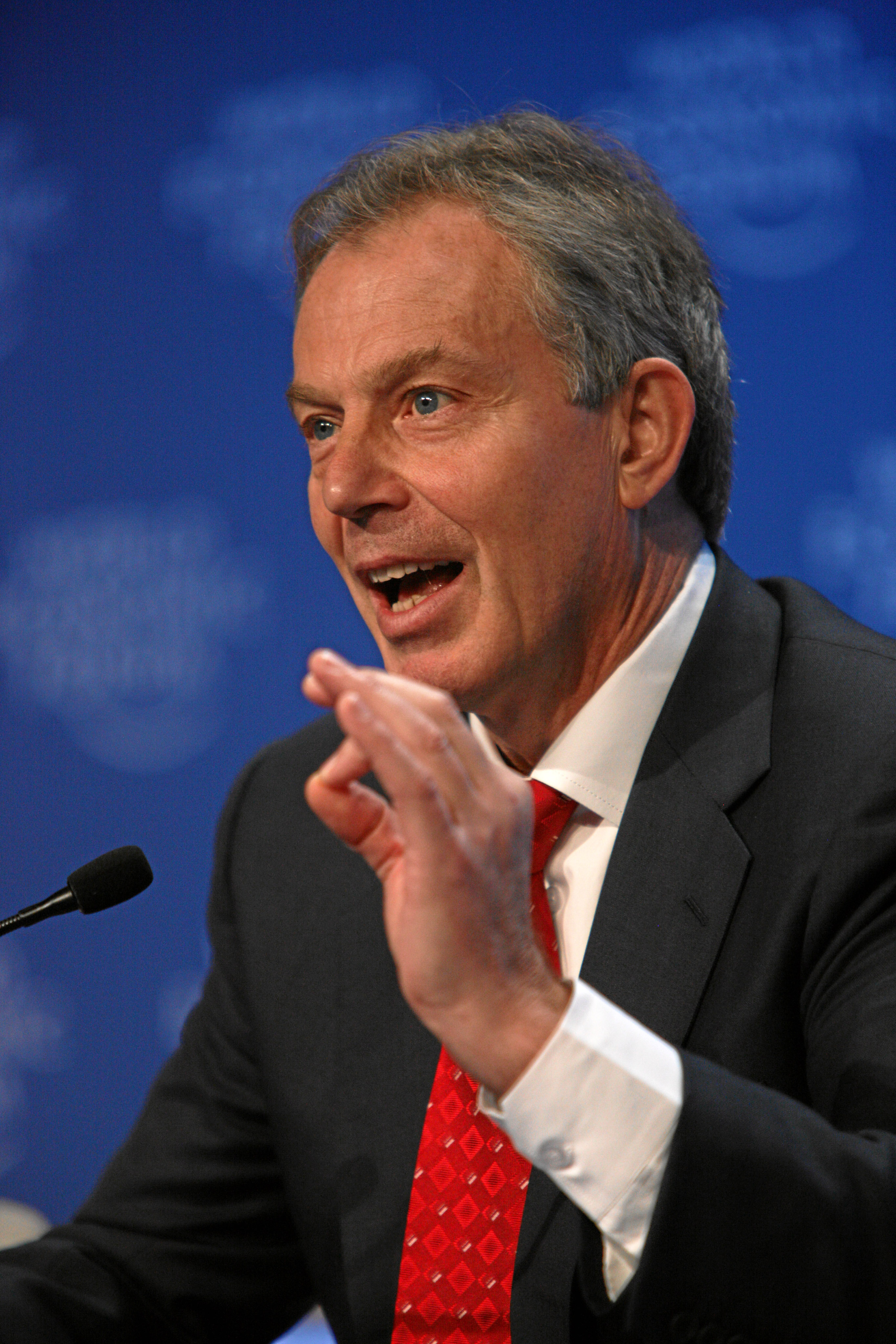
第73代イギリス首相、トニー・ブレア(1953-)誕生。

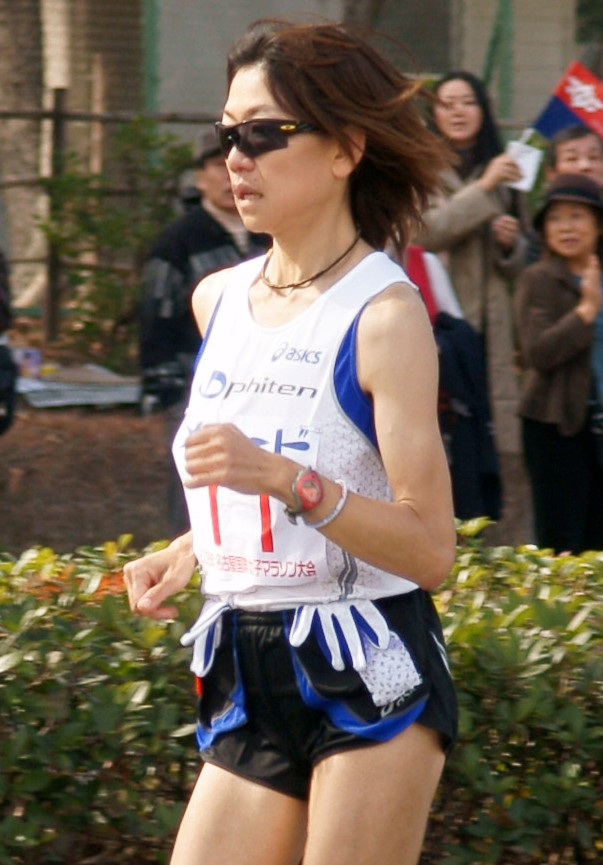
マラソン選手、スポーツキャスター高橋尚子(1972-)誕生。2000年シドニー五輪金メダリスト。

- 973年 - ハインリヒ2世、神聖ローマ皇帝（+ 1024年）
- 1501年 - マルケルス2世、ローマ教皇（+ 1555年）
- 1574年 - インノケンティウス10世、ローマ教皇（+ 1655年）
- 1689年（元禄2年3月17日） - 前田利英、第5代上野国七日市藩主（+ 1708年）
- 1753年（宝暦3年4月4日） - 柳沢保光、第3代大和国郡山藩主（+ 1817年）
- 1758年 - マクシミリアン・ロベスピエール、ジャコバン派リーダー（+ 1794年）
- 1758年 - アンドレ・マッセナ、フランス軍元帥（+ 1817年）
- 1758年（宝暦8年3月29日） - 土井利見、第2代下総国古河藩主（+ 1777年）
- 1814年 - ハインリヒ・ヴィルヘルム・エルンスト、ヴァイオリニスト、作曲家（+ 1865年）
- 1824年（文政7年4月8日） - 徳川家定、江戸幕府第13代将軍（+ 1858年）
- 1838年（天保9年4月13日） - 中岡慎太郎、幕末の志士（+ 1867年）
- 1843年 - グローブ・カール・ギルバート、地質学者（+ 1918年）
- 1856年（安政3年4月3日） - 鳩山和夫、政治家、衆議院議員（+ 1911年）
- 1856年 - ロバート・ピアリー、探検家（+ 1920年）
- 1856年 - ジークムント・フロイト、精神分析学創始者（+ 1939年）
- 1857年（安政4年4月13日） - 足利聡氏、第12代下野国喜連川藩主（+ 1921年）
- 1860年 - ジェームズ・セス、哲学者（+ 1924年）
- 1868年 - ガストン・ルルー、小説家（+ 1927年）
- 1871年 - ヴィクトル・グリニャール、有機化学者（+ 1935年）
- 1872年 - ウィレム・ド・ジッター、天文学者（+ 1934年）
- 1875年 - 藤村作、国文学者（+ 1953年）
- 1879年 - ベドジフ・フロズニー、言語学者（+ 1952年）
- 1880年 - エルンスト・ルートヴィヒ・キルヒナー、画家（+ 1938年）
- 1885年 - 野上彌生子、小説家（+ 1985年）
- 1895年 - ルドルフ・ヴァレンティノ、俳優（+ 1926年）
- 1896年 - ロルフ・マキシミリアン・シーベルト、物理学者（+ 1966年）
- 1897年 - 木々高太郎、推理作家（+ 1969年）
- 1902年 - マックス・オフュルス、映画監督（+ 1957年）
- 1904年 - ハリー・マーティンソン、詩人、小説家（+ 1978年）
- 1905年 - 沙羅双樹、小説家（+ 1983年）
- 1906年 - アンドレ・ヴェイユ、数学者（+ 1998年）
- 1907年 - 井上靖、小説家（+ 1991年）
- 1913年 - カーメン・キャバレロ、ピアニスト（+ 1989年）
- 1914年 - 若浪義光、大相撲力士（+ 1982年）
- 1915年 - オーソン・ウェルズ、俳優、演出家、映画監督（+ 1985年）
- 1915年 - 岩佐直治、軍人（+ 1941年）
- 1916年 - ロバート・H・ディッケ、物理学者（+ 1997年）
- 1917年 - 斎藤忍随、哲学者、西洋古典学者、東京大学名誉教授（+ 1986年）
- 1919年 - 桑田三郎、法学者、高岡法科大学初代学長、中央大学名誉教授（+ 2013年）
- 1919年 - 清川泰次、洋画家（+ 2000年）
- 1922年 - コロムビア・トップ、漫才師、政治家（+ 2004年）
- 1923年 - 西江一郎、元プロ野球選手
- 1925年 - 森清、政治家（+ 2008年）
- 1928年 - 楢原静、卓球選手
- 1928年 - 小川東洲、書家（+ 2022年）
- 1928年 - 今井俊満、画家（+ 2002年）
- 1929年 - ポール・ラウターバー、化学者（+ 2007年）
- 1930年 - 荒井献、 新約聖書学者、グノーシス主義研究者（+ 2024年）
- 1931年 - ウィリー・メイズ、元プロ野球選手（+ 2024年）
- 1933年 - 田中一郎、元プロ野球選手
- 1933年 - ジュールス・メイドフ、画家、写真家、美術教育者
- 1933年 - 野沢太三、政治家（+ 2024年）
- 1933年 - 穴吹義雄、元プロ野球選手（+ 2018年）
- 1934年 - 平井嘉明、元プロ野球選手
- 1934年 - 白木みのる、元俳優（+ 2020年）
- 1937年 - 濵田益嗣、実業家、第2代赤福社長
- 1938年 - 岩辺晃三、会計学者、埼玉大学名誉教授
- 1939年 - 石井茂雄、元プロ野球選手（+ 2005年）
- 1940年 - 村上孫晴、元陸上競技選手
- 1940年 - 柴田紘一郎、医師、随筆家（+ 2025年）
- 1941年 - 山内亮史、社会学者、元旭川大学・旭川大学短期大学部学長
- 1941年 - イビチャ・オシム、元サッカー選手、指導者（+ 2022年）
- 1942年 - 林海峰、囲碁棋士
- 1942年 - 長田千鶴子、映画編集技師
- 1944年 - 村上雅則、元プロ野球選手
- 1944年 - 有光磐明、元プロ野球選手
- 1947年 - 風間昶、政治家
- 1947年 - ロナルド・リベスト、暗号研究家
- 1947年 - マーサ・ヌスバウム、哲学者
- 1948年 - 海原はるか、漫才師（海原はるか・かなた）
- 1948年 - 高橋五月、プロゴルファー
- 1948年 - 島田俊平、実業家、元北洋銀行常務、元石屋製菓・サザエ食品社長（+ 2022年）
- 1948年 - 里見櫻風、書家（+ 2018年）
- 1949年 - 島香裕、声優（+ 2019年）
- 1950年 - 中野良子、女優
- 1950年 - 柴田和志、ボーカリスト（村八分）（+ 1994年）
- 1952年 - 向井千秋、宇宙飛行士
- 1952年 - 小田勝美、元バレーボール選手
- 1953年 - 飯野知彦、歌手（+ 2009年）
- 1953年 - グレアム・スーネス、元サッカー選手、指導者
- 1953年 - トニー・ブレア、政治家、第73代イギリス首相
- 1955年 - 深代千之、スポーツ科学者、教育学者、日本女子体育大学学長、東京大学名誉教授
- 1955年 - アヴラム・グラント、サッカー指導者
- 1957年 - 赤星たみこ、漫画家
- 1959年 - 坂下博之、元サッカー選手、指導者
- 1959年 - 浜本龍治、元プロ野球選手
- 1960年 - 高浪敬太郎、ミュージシャン、作曲家、音楽プロデューサー
- 1960年 - 家西悟、政治家
- 1960年 - 白武佳久、元プロ野球選手
- 1960年 - アンヌ・パリロー、女優
- 1961年 - ジョージ・クルーニー、俳優
- 1961年 - 和泉史郎、元俳優
- 1962年 - 鈴井貴之、タレント、映画監督
- 1962年 - 関野浩之、フリーアナウンサー、ナレーター
- 1963年 - アレッサンドラ・フェリ、バレリーナ
- 1963年 - 金崎浩之、弁護士
- 1964年 - 荒木大輔、元プロ野球選手
- 1964年 - 宮脇“JOE”知史、ミュージシャン（ZIGGY）
- 1965年 - 吉田美和、歌手（DREAMS COME TRUE）
- 1966年 - 大友啓史、映画監督
- 1967年 - 東瀬耕太郎、元プロ野球選手
- 1967年 - イワタカヅト、ゲームクリエイター
- 1967年 - 佐藤健太、俳優
- 1967年 - 水沢正浩、元プロ野球選手
- 1968年 - 嶋尾康史、俳優、元プロ野球選手
- 1968年 - 青山和弘、政治ジャーナリスト
- 1968年 - 天目石要一郎、政治家
- 1968年 - フィル・クラーク、元プロ野球選手
- 1969年 - 三瓶宏志、アナウンサー
- 1969年 - ホセ・イバール、元野球選手
- 1970年 - 柴田こずゑ、元陸上競技選手、指導者
- 1970年 - 日高博之、元プロ野球選手
- 1971年 - 天野健太郎、翻訳家（+ 2018年）
- 1971年 - 木本武宏、お笑い芸人（TKO）
- 1971年 - スネオヘアー、ミュージシャン、俳優
- 1972年 - 菊池志穂、声優
- 1972年 - 増田未亜、女優
- 1972年 - 高橋尚子、元マラソン選手
- 1972年 - 道浦誠、元陸上競技選手、指導者
- 1973年 - 武井壮、タレント
- 1973年 - 高橋信雅、アーティスト、イラストレーター、アートディレクター
- 1973年 - マイク・キンケード、元プロ野球選手
- 1975年 - 山口喜久一郎、アナウンサー
- 1975年 - 美濃部達宏、放送作家
- 1975年 - 宮下裕治、元俳優
- 1975年 - 山中すみか、元歌手、元タレント
- 1976年 - 下山吉光、声優、ナレーター
- 1976年 - 野口かおる、女優、ナレーター
- 1976年 - 石橋大助、脚本家
- 1976年 - イバン・デ・ラ・ペーニャ、サッカー選手
- 1977年 - 青木勇人、元プロ野球選手
- 1977年 - 廣山望、元サッカー選手
- 1978年 - 押尾学、元俳優、元歌手
- 1978年 - 小野剛、元プロ野球選手
- 1978年 - 大野均、ラグビー選手
- 1978年 - 拝郷メイコ、歌手
- 1979年 - 京田未歩、ミュージシャン（myuuRy）
- 1979年 - りょーちも、アニメーター
- 1980年 - 鞘師智也、元プロ野球選手
- 1980年 - 長田秀一郎、元プロ野球選手
- 1980年 - 水瀬あやこ、歌手
- 1980年 - 張誌家、元プロ野球選手（+ 2024年）
- 1980年 - 小西正則、元野球選手
- 1981年 - 内川幸太郎、プロ雀士
- 1981年 - 高橋綾、アナウンサー
- 1981年 - 中村公治、元プロ野球選手
- 1981年 - ダスティン・ニッパート、プロ野球選手
- 1982年 - 西谷尚徳、元プロ野球選手
- 1982年 - エルネスト・ペレイラ、プロ野球選手
- 1982年 - ジェイソン・ウィッテン、アメリカンフットボール選手
- 1983年 - 南香織、レースクイーン
- 1983年 - 井口浩之、お笑いタレント（ウエストランド）
- 1983年 - KIKKUN-MK-Ⅱ、ゲーム実況者（M.S.S.Project）
- 1983年 - 来楽零、小説家、ライトノベル作家
- 1983年 - 小林陽介、元サッカー選手、指導者
- 1983年 - 高橋宏幸、元サッカー選手、指導者
- 1983年 - Namewee（黄明志）、歌手、映画監督
- 1983年 - ダニエウ・アウヴェス、サッカー選手
- 1984年 - 菊地友弘、アナウンサー
- 1985年 - 渡辺敬介 、俳優、元お笑いタレント（元ぼれろ）
- 1985年 - 鴨志田えみり、女優
- 1985年 - 白石知世、女優
- 1985年 - 鈴木凛、タレント
- 1985年 - 森辺彩、タレント
- 1985年 - 誉富士歓之、元大相撲力士
- 1985年 - クリス・ポール、バスケットボール選手
- 1986年 - エミリー・アームストロング、シンガーソングライター（リンキン・パーク）
- 1986年 - 田崎りさ、元女優
- 1986年 - 中村涼子、お笑いタレント（元パルフェ、元あんいーぶん）
- 1987年 - 吉見早央、グラビアアイドル
- 1987年 - 神成美紀、サッカー選手
- 1989年 - 船山貴之、元サッカー選手
- 1987年 - ムン・グニョン、女優
- 1987年 - ジェラルド・パーラ、プロ野球選手
- 1987年 - カリース・スペンサー、陸上競技選手
- 1988年 - 大島みづき、グラビアアイドル、歌手
- 1988年 - 石居直、歌手
- 1988年 - 永野竜太郎、プロゴルファー
- 1989年 - 中村歌昇、歌舞伎役者
- 1989年 - 武田秀太郎、物理工学者
- 1989年 - やしろあずき、漫画家
- 1989年 - 今村匠実、サッカー選手
- 1989年 - 神河美音、元AV女優
- 1989年 - ホセ・アルバレス、プロ野球選手
- 1989年 - ドミニカ・チブルコバ、テニス選手
- 1990年 - 髙田知季、元プロ野球選手
- 1990年 - 工藤壮人、サッカー選手（+ 2022年）
- 1990年 - 野口霞、野球選手
- 1990年 - 佐藤拓也、元俳優
- 1990年 - 中野菜摘、元野球選手
- 1990年 - ホセ・アルトゥーベ、プロ野球選手
- 1990年 - ケイトリン・ヤンコウスカス、フィギュアスケート選手
- 1990年 - クレイグ・ドーソン、サッカー選手
- 1991年 - 河原田巧也、俳優
- 1991年 - 辻林美穂、音楽家
- 1992年 - 逢坂愛、グラビアアイドル
- 1992年 - 宇佐美貴史、サッカー選手
- 1992年 - 江村直也、プロ野球選手
- 1992年 - 桑江咲菜、女優、タレント
- 1992年 - ベクヒョン、アイドル（EXO）
- 1992年 - 山野恭介、元プロ野球選手
- 1992年 - 吉澤友貴、AV女優、タレント
- 1993年 - 新井勝也、プロ野球選手
- 1993年 - 菅野剛士、プロ野球選手
- 1993年 - 西村天裕、プロ野球選手
- 1993年 - 橋本晃佑、バスケットボール選手
- 1993年 - 美ノ海義久、大相撲力士
- 1993年 - とっくん、YouTuber
- 1994年 - 長橋有沙、女優、グラビアアイドル
- 1994年 - 石井一成、プロ野球選手
- 1994年 - 小川京介、バスケットボール選手
- 1994年 - マテオ・コヴァチッチ、サッカー選手
- 1994年 - 犬童美乃梨、元グラビアアイドル
- 1996年 - 木村聡司、元プロ野球選手
- 1997年 - 八木勇征、ボーカル、パフォーマー（FANTASTICS from EXILE TRIBE）
- 1998年 - 信岡ひかる、タレント
- 1999年 - 難波侑平、元プロ野球選手
- 2000年 - 金城碧海、アイドル（JO1）
- 2000年 - 石橋茄奈、アイドル（KissBeeWEST）
- 2000年 - 藤原恭大、プロ野球選手
- 2002年 - エミリー・アリン・リンド、女優
- 2004年 - 桜ひなの、アイドル (いぎなり東北産)
- 2006年 - 井上春華、歌手（モーニング娘。）
- 生年不詳 - 椙山貴夫、声優
- 生年不詳 - 咲香里、漫画家
- 生年不詳 - 羽衣翔、漫画家

### 人物以外（動物など）
- 1994年 - メジロドーベル、競走馬

## 忌日
| 鍵ほど美しいものはない、それが何を開けるのかが分からぬのである限り。――『アグラヴェヌとセリセット』(1896) |

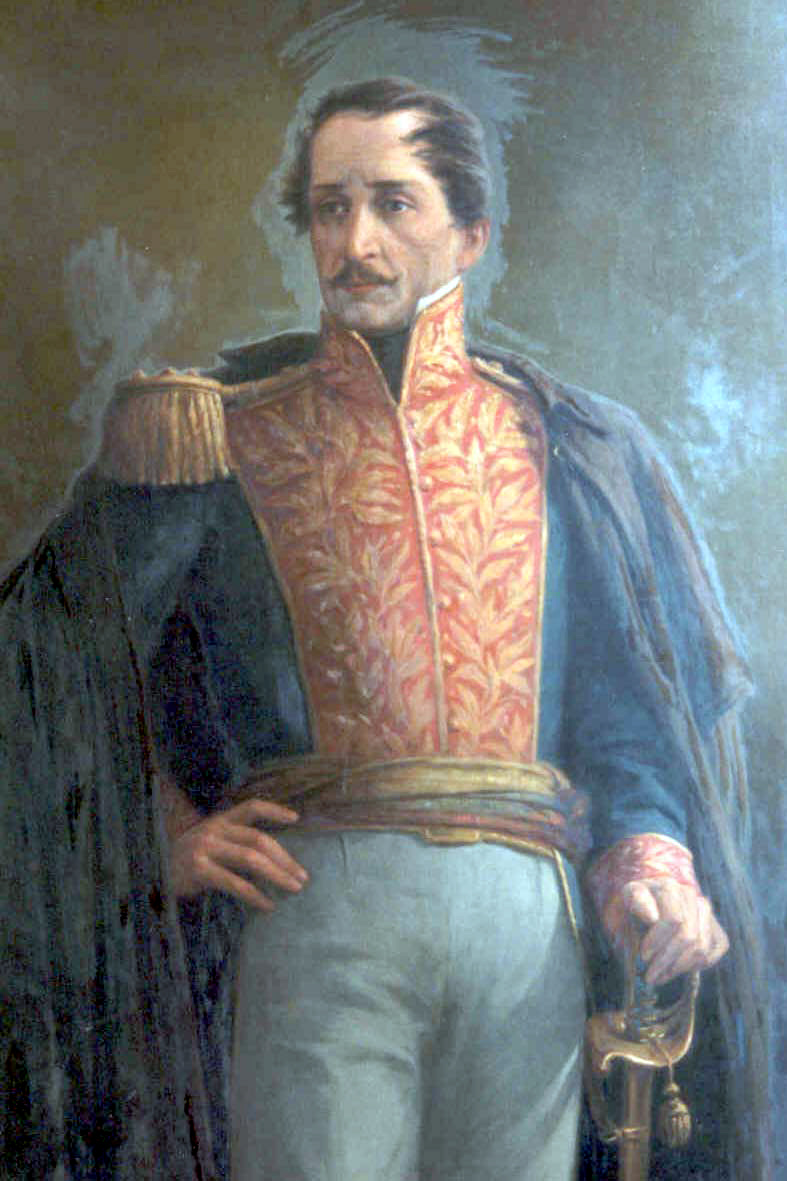
コロンビア建国の父、軍人・政治家フランシスコ・デ・パウラ・サンタンデル(1792-1840)没。

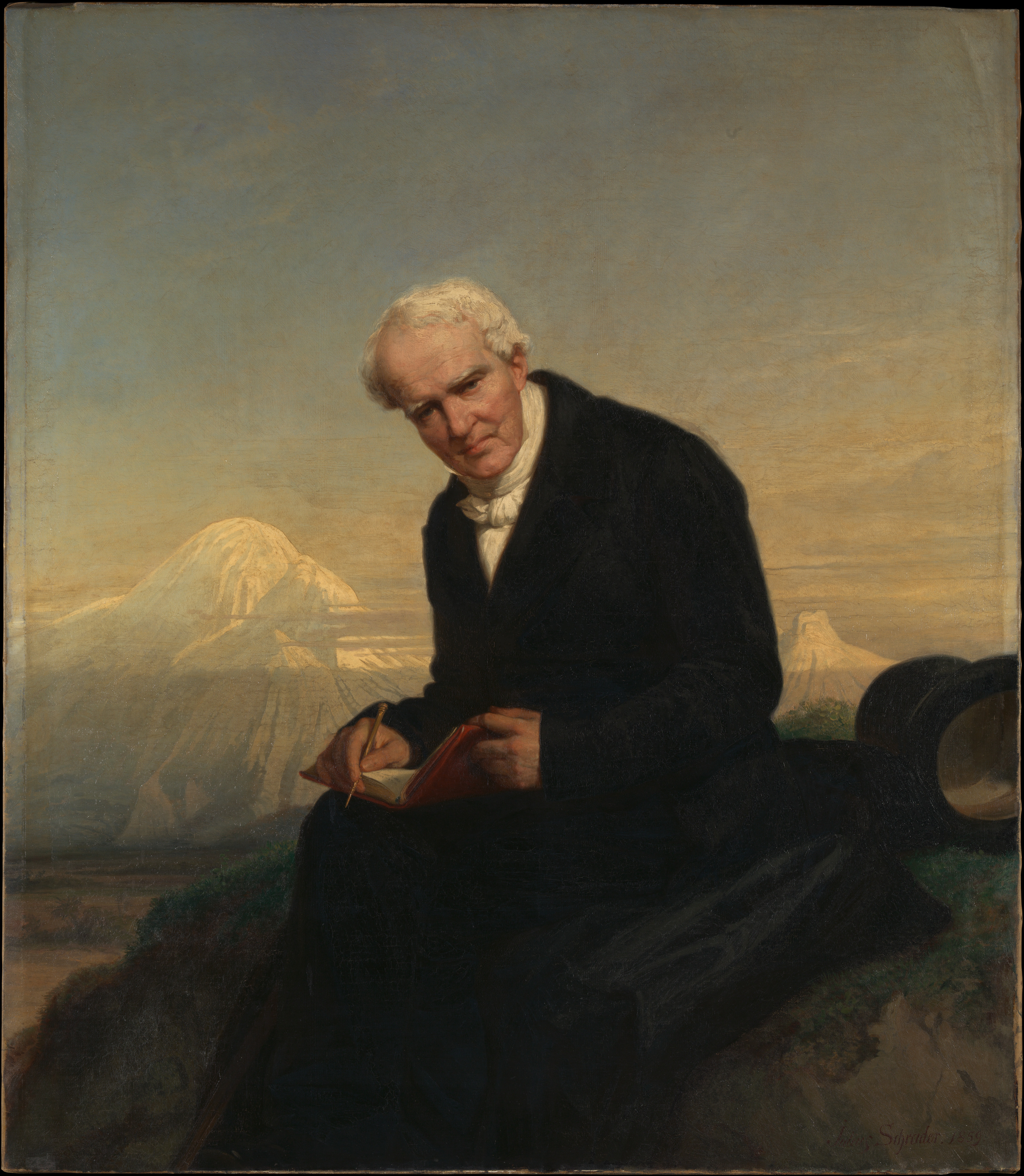
近代地理学の祖、博物学者・探検家アレクサンダー・フォン・フンボルト(1769-1859)没。

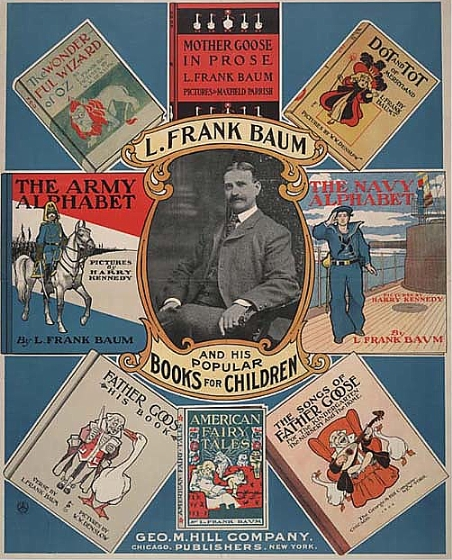
『オズの魔法使い』の作者、ライマン・フランク・ボーム(1856-1919)没。

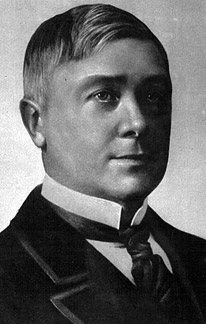
象徴主義の劇作家、モーリス・メーテルリンク(1862-1949)没。

- 850年（嘉祥3年3月21日） - 仁明天皇、第54代天皇（* 810年）
- 1539年（天文8年4月18日） - 陶興房、武将（* 1475年）
- 1544年（天文13年4月15日） - 田代三喜、医師（* 1465年）
- 1560年（永禄3年4月11日） - 葛西親信、大名（* 1513年）
- 1638年 - コルネリウス・ヤンセン、神学者（* 1585年）
- 1671年（寛文11年3月27日） - 柴田朝意、仙台藩重臣（* 1609年）
- 1671年（寛文11年3月27日） - 蜂屋可広、仙台藩藩士（* 1614年）
- 1671年（寛文11年3月27日） - 伊達宗重、仙台藩涌谷伊達家第2代当主（* 1615年）
- 1671年（寛文11年3月27日） - 原田宗輔、仙台藩重臣（* 1619年）
- 1709年（宝永6年3月27日） - 小笠原長胤、中津藩主（* 1668年）
- 1814年 - ゲオルク・ヨーゼフ・フォーグラー、作曲家、オルガニスト、教師、音楽理論家（* 1749年）
- 1839年 - ジョン・バットマン、農家、探検家（* 1801年）
- 1840年 - ジャン＝ジョセフ・エスペルシュー、彫刻家（* 1757年）
- 1840年 - フランシスコ・デ・パウラ・サンタンデル、軍人、政治家（* 1792年）
- 1859年 - アレクサンダー・フォン・フンボルト、博物学者、探検家（* 1769年）
- 1862年（文久2年4月8日） - 吉田東洋、土佐藩士（* 1816年）
- 1862年 - ヘンリー・デイヴィッド・ソロー、作家、思想家、詩人、博物学者（* 1817年）
- 1870年 - ジェームズ・シンプソン、産科医、クロロホルムによる医学的麻酔を初めて実施（* 1811年）
- 1872年 - ジョージ・ロバート・グレイ、鳥類学者、元大英博物館鳥類セクション長（* 1808年）
- 1877年 - ユーハン・ルードヴィーグ・ルーネベリ、詩人（* 1804年）
- 1883年 - エヴァ・ゴンザレス、画家（* 1849年）
- 1904年 - アレキサンダー・ウィリアムソン、化学者（* 1824年）
- 1904年 - フランツ・フォン・レンバッハ、画家（* 1836年）
- 1909年 - ファニー・チェッリート、バレエダンサー、振付師（* 1817年）
- 1910年 - エドワード7世、イギリス王（* 1841年）
- 1919年 - ライマン・フランク・ボーム、童話作家（* 1856年）
- 1933年 - フランソワ・ポンポン、彫刻家（* 1855年）
- 1933年 - 李清雲　(*1677年)
- 1934年 - 平岡凞、野球選手、指導者（* 1856年）
- 1939年 - コンスタンチン・ソモフ、画家（* 1869年）
- 1941年 - 九鬼周造、哲学者（* 1888年）
- 1941年 - エリアナ・パヴロワ、バレリーナ（* 1899年）
- 1949年 - モーリス・メーテルリンク、劇作家（* 1862年）
- 1949年 - 橋本國彦、作曲家、指揮者、ヴァイオリニスト（* 1904年）
- 1950年 - アグネス・スメドレー、ジャーナリスト（* 1892年）
- 1951年 - エリ・カルタン、数学者（* 1869年）
- 1952年 - マリア・モンテッソーリ、医学博士、教育者（* 1870年）
- 1957年 - 高橋守雄、内務官僚、第34代警視総監（* 1883年）
- 1960年 - 伊達信、俳優（* 1906年）
- 1963年 - セオドア・カルマン、物理学者、航空学者（* 1881年）
- 1963年 - 久保田万太郎、作家（* 1889年）
- 1964年 - 佐藤春夫、小説家、詩人（* 1892年）
- 1967年 - 周作人、随筆家、翻訳家（* 1885年）
- 1967年 - 木村荘十、小説家（* 1897年）
- 1973年 - 津島文治、政治家、公選初代-3代青森県知事（* 1898年）
- 1973年 - 五ツ嶋奈良男、大相撲力士（* 1912年）
- 1974年 - 東前豊、政治家、公選初代岐阜県岐阜市長（* 1893年）
- 1975年 - 古畑種基、法医学者（* 1891年）
- 1976年 - 羅門光三郎、俳優（* 1901年）
- 1978年 - 六世野村万蔵、狂言方能楽師（* 1898年）
- 1978年 - エセルダ・ブレーブトリー、競泳選手、1920年アントワープ五輪金メダリスト（* 1902年）
- 1979年 - バーナード・リーチ、陶芸家、画家、デザイナー（* 1887年）
- 1979年 - カール・ラインムート、天文学者（* 1892年）
- 1979年 - 蕗谷虹児、挿絵画家、詩人、アニメーション監督（* 1898年）
- 1981年 - 山口喜久一郎、政治家（* 1897年）
- 1981年 - 浜崎真二、元プロ野球選手（* 1901年）
- 1981年 - 長谷川良夫、作曲家（* 1907年）
- 1983年 - 東畑精一、農業経済学者（* 1899年）
- 1983年 - 橋詰文男、元プロ野球選手（* 1937年）
- 1991年 - ウィルフリッド・ハイド＝ホワイト、俳優（* 1903年）
- 1991年 - 名尾良孝、弁護士、政治家（* 1917年）
- 1992年 - マレーネ・ディートリヒ、女優（* 1901年）
- 1992年 - 市川男女之助、俳優（* 1912年）
- 1994年 - 山下勇、実業家、元三井造船（現・三井E&S）社長、東日本旅客鉄道初代会長（* 1911年）
- 1998年 - 鈴木勉、書体デザイナー（* 1949年）
- 1999年 - 東山魁夷、日本画家（* 1908年）
- 1999年 - 清水公照、華厳宗僧侶、第207世、第208世東大寺別当、華厳宗管長（* 1911年）
- 1999年 - 野草平十郎、政治家、元兵庫県尼崎市長（* 1913年）
- 1999年 - 小野沢静夫、政治家、元長野県飯山市長（* 1921年）
- 2000年 - 岩倉政治、小説家（* 1903年）
- 2000年 - 宮岡寿雄、地方公務員、政治家、元島根県松江市長（* 1930年）
- 2001年 - 石墨慶一郎、育種家、元福井県農業試験場長（* 1921年）
- 2002年 - マレイ・アダスキン、作曲家、ヴァイオリニスト（* 1906年）
- 2002年 - 酒沢成治、元プロ野球選手（* 1918年）
- 2002年 - ピム・フォルタイン、コラムニスト、政治家、社会学者、作家（* 1948年）
- 2003年 - 宜保愛子、作家、タレント、自称霊能者（* 1932年）
- 2005年 - 小林勝彦、俳優、声優（* 1937年）
- 2006年 - 山本敬三郎、政治家（* 1913年）
- 2006年 - 萱野茂、アイヌ文化研究者 （* 1926年）
- 2007年 - 池宮彰一郎、小説家（* 1923年）
- 2007年 - 西宮一民、国文学者、国語学者、第6代皇學館大学学長（* 1924年）
- 2007年 - 北村和夫、俳優（* 1927年）
- 2007年 - 奥山玲子、アニメーター、キャラクターデザイナー、版画作家（* 1936年）
- 2007年 - キャリー・ベル、ハーモニカ奏者（* 1936年）
- 2007年 - アルヴィン・バティスト、ジャズクラリネット奏者（* 1937年）
- 2008年 - 佐藤静夫、文芸評論家（* 1919年）
- 2008年 - 佐々木喜久治、政治家、秋田県知事（* 1921年）
- 2010年 - ロビン・ロバーツ、元プロ野球選手（* 1926年）
- 2011年 - 江尻光一、園芸家（* 1926年）
- 2011年 - 団鬼六、小説家（* 1931年）
- 2011年 - 井村二郎、実業家、井村屋グループ創業者（* 1914年）
- 2012年 - 梶木隆一、英語学者、東京外国語大学名誉教授（* 1910年）
- 2012年 - ジャン・ラプランシュ、哲学者、精神科医師、ワイン醸造家（* 1924年）
- 2012年 - ゲオルギー・ロザノフ、医学者、教育学者、サジェストペディア開発者（* 1926年）
- 2012年 - ジョージ・リンゼイ、俳優（* 1928年）
- 2012年 - 宮下啓三、ドイツ文学者、慶應義塾大学名誉教授（* 1936年）
- 2012年 - マルセロ・ポンテス・ロペス、サッカー指導者、フィジカルトレーナー（* 1966年）
- 2013年 - ジュリオ・アンドレオッティ、政治家、元イタリア首相・外相・国防相・内相（* 1919年）
- 2013年 - 河竹登志夫、演劇学者（* 1924年）
- 2013年 - 五十嵐武士、政治学者（* 1946年）
- 2014年 - 佐古純一郎、文芸評論家、二松學舍大学名誉教授（* 1919年）
- 2014年 - マリア・ラスニック、美術家、教育者（* 1919年）
- 2014年 - ファーレイ・モウワット、作家、ナチュラリスト（* 1921年）
- 2014年 - 今井光也、作曲家、指揮者、元諏訪交響楽団会長（* 1922年）
- 2014年 - 梶原寿、牧師、キリスト教神学者、元名古屋学院大学学長（* 1932年）
- 2014年 - ジミー・エリス、ボクサー、元WBA世界ヘビー級王者（* 1940年）
- 2015年 - 松下圭一、政治学者（* 1929年）
- 2015年 - 福永有利、民事訴訟法学者、破産法者者、神戸大学名誉教授、北海道大学名誉教授（* 1935年）
- 2016年 - 田中光常、動物写真家（* 1924年）
- 2016年 - マルゴット・ホーネッカー、政治家、元ドイツ民主共和国（東ドイツ）国民教育相（* 1927年）
- 2017年 - 北原じゅん、ソングライター、編曲家（* 1929年）
- 2017年 - 河原四郎、実業家、元大同生命保険社長（* 1930年）
- 2018年 - 横山修二、実業家、馬主、大京創業者（* 1925年）
- 2018年 - 鈴木直志、アナウンサー（* 1950年）
- 2019年 - ジョン・ルカーチ、歴史家（* 1924年）
- 2019年 - マックス・アズリア、ファッションデザイナー（* 1949年）
- 2019年 - ハン・ジソン、俳優、歌手（* 1990年）
- 2020年 - 大沢博、心理栄養学者、岩手大学名誉教授（* 1928年）
- 2020年 - 松田利之、実業家、元小田急電鉄社長（* 1940年）
- 2020年 - レスリー・ポープ、セットデコレーター、美術監督（* 1951年）
- 2021年 - ウンベルト・マトゥラーナ、生物学者（* 1928年）
- 2021年 - ロイド・プライス、ロックンロールシンガー、実業家（* 1933年）
- 2021年 - 三浦建太郎、漫画家（* 1966年）
- 2021年 - クリストフ・ルヴォー、元サッカー選手（* 1972年）
- 2022年 - 大日方俊子、作詞家、音楽プロデューサー（* 1931年）
- 2022年 - 安藤実親、作曲家（* 1932年）
- 2022年 - パトリシア・A・マキリップ、小説家、ファンタジー作家、SF作家（* 1948年）
- 2023年 - メナヘム・プレスラー、ピアニスト（* 1923年）
- 2023年 - ハンナ・ピトキン、政治学者、政治理論研究家、カリフォルニア大学バークレー校名誉教授（* 1931年）
- 2023年 - ヴァイダ・ブルー、プロ野球選手（* 1949年）
- 2024年 - 土本武司、検察官、法学者、白鷗大学名誉教授、筑波大学名誉教授、元最高検察庁検事（* 1935年）
- 2024年 - 京極高晴、実業家、神職、豊岡京極家15代当主、第10代靖国神社宮司（* 1938年）
- 2025年 - 田浦直、医師、政治家（* 1937年）

## 記念日・年中行事

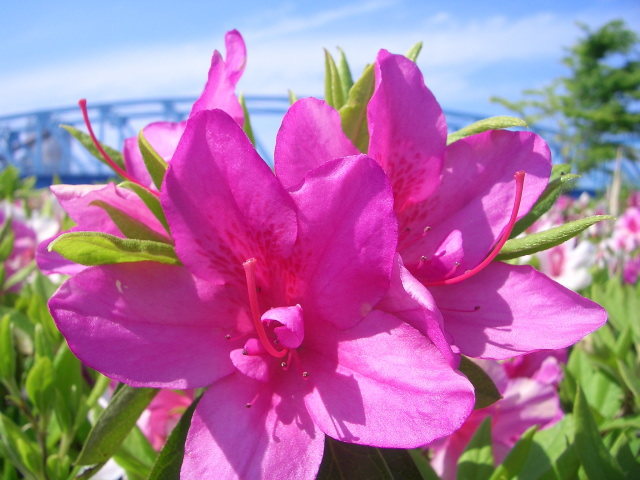
立夏（6日頃）。画像はツツジ

- 立夏（ 日本）
二十四節気の1つ。太陽の黄経が45度の時で、夏の気配が感じられる頃。日本では1919年から2039年にかけ、閏年の前年（年を4で割った余りが3の年）に5月6日が立夏となる。
- 国際ノーダイエットデー（英語版）（ 世界）
イギリスのフェミニストのメリー・エヴァンス・ヤングが提唱。世間のダイエットへのプレッシャーに対抗し、ダイエットによる健康影響を訴える日。
- 殉教者の日（英語版）（ レバノン・ シリア）
1916年のこの日、オスマン帝国の軍人アフメト・ジェマル・パシャがダマスカス（現在のシリアの首都）とベイルート（現在のレバノンの首都）で多数の民族主義者を処刑した。
- コロコロの日（ 日本）
株式会社ニトムズが開発した粘着カーペットクリーナー「コロコロ」の商標出願（1985年）から25周年を記念して2010年に制定。日付は5と6で「コ(5)ロ(6)コ(5)ロ(6)」の語呂合わせ[5]。
- 迷路の日（ 日本）
「may(5)ロ(6)」の語呂合わせ。
- コロッケの日（ 日本）
コロッケなどの冷凍食品を製造する株式会社味のちぬやが制定。「コ(5)ロ(6)ッケ」の語呂合わせ。
- ゴムの日
日付は「ゴ（5）ム（6）」と読む語呂合わせから。ゴム製品をPRすることが目的。
- ふりかけの日
「ふりかけの父」と呼ばれる大正時代の薬剤師・吉丸末吉の誕生日が5月6日であることにちなんで、一般社団法人 国際ふりかけ協議会が2015年に制定した[6]。